# Нефтегорськ (Краснодарський край)
Нефтегорськ — селище міського типу в Апшеронському районі Краснодарського краю.
Населення — 4,9 тисяч осіб (2008).
Селище лежить за 14 км південніше міста Апшеронська, у гірсько-лісовій зони північних схилів Головного Кавказького хребта. Видобуток нафти.

## Історія
У 1924 році в результаті проведення адміністративної реформи була утворена сільська рада в селищі при Майкопських нафтових промислах Майнафтопром Апшеронсько-Хадиженського району Майкопського округу Південно-Східної області.
30 січня 1929 року селище Майнєфть (Майнафта) було перетворено на робітниче селище Нєфтєгорськ (Нафтогірськ).
У 1935 році робітниче селище Нєфтєгорськ було перетворено на місто, а Апшеронський район було скасовано й уся його територія підпорядкована Нєфтєгорскій міськраді.
У 1939 році місто Нєфтєгорськ було знову віднесено до категорії робітничих селищ.